# Liste der Hokims der Regionen Usbekistans
Dies ist die Liste der Hokims der Regionen Usbekistans seit dem 4. Januar 1992, d. h. seit der Auflösung der Exekutivkomitees und der Einführung der Ämter der Leiter der Regionalverwaltungen. Ein Hokim ist der Leiter der Exekutive auf Provinzebene in Usbekistan. Gemäß Artikel 93 Absatz 15 der usbekischen Verfassung werden die Hokims der 14 Provinzen und der Stadt Taschkent, auf Vorschlag des Premierministers, vom Präsidenten der Republik Usbekistan ernannt und entlassen. Die Regionen sind in alphabetischer, die Hokims in chronologischer Reihenfolge aufgelistet.

## Taschkent
1. Atkhambek Fasylbekov (4. Januar 1992–1997)
2. Kozim Tulyaganov (1997–2001)
3. Rustam Shaabdurakhmanov (26. September 2001 – 22. April 2005)
4. Abdukakhkhar Tukhtaev(22. April 2005 – 18. Februar 2011)
5. Rachmonbek Usmanov (18. Februar 2011 – 26. April 2018)
6. Jakhongir Artykkhodzhaev (seit 21. Dezember 2018; vom 26. April 2018 bis zum 21. Dezember 2018 stellvertretender Hokim)

## Provinz Andijon
1. Kayum Kholmirzaev (21. Februar 1992[2][3] – 4. Februar 1993)
2. Kobiljon Obidov (4. Februar 1993[4] – Oktober 1996)
3. Masharif Yusupov (stellvertretend, 1996–1997)
4. Kobiljon Obidov (1997–25. Mai 2004)
5. Saidullob Begaliev (25. Mai 2004 – 13. Oktober 2006)
6. Ahmadjon Usmanov (13. Oktober 2006–2013)
7. Shukhratbek Abdurakhmanov (seit 26. April 2013)

## Provinz Buchara
1. Damir Yadgarov (28. Januar 1992[5] – März 1994)
2. Mavlon Rachmonow (18. März 1994 – 14. Dezember 1996)
3. Samoydin Chusenow (1996–Dezember 2011)
4. Mukhiddin Esanov (27. Dezember 2011 – 16. Dezember 2016)
5. Uktam Barnoev (16. Dezember 2016 – 27. Februar 2020)
6. Karim Kamalov (29. März 2020 – 22. August 2020)
7. Farhod Umarov (28. August 2020[6] – 7. November 2020)
8. Botir Zaripov (seit 7. November 2020)

## Provinz Jizzax
1. Erkin Tursunov (11. Februar 1992[7] – 4. März 1993)
2. Alischer Toshkentbojew (3. April 1993–1996)
3. Shavkat Mirziyoyev (11. September 1996 – 11. September 2001)
4. Ubaydulla Yamankulov (14. September 2001 – 14. Februar 2007)
5. Musa Anarbaev (14. Februar 2007–2009)
6. Mahmud Khalbutaev (24. Februar 2009–2009)
7. Sayfiddin Ismailov (14. Januar 2010 – 23. Dezember 2016)
8. Ulugbek Uzakov[8] (23. Dezember 2016–2017)
9. Ergash Saliev[9][10] (seit 30. März 2018; zuvor Stellvertreter)

## Provinz Qashqadaryo
1. Temir Chidirov (27. Januar 1992–1995)[11]
2. Ozod Parmonov (Ende 1995 – 3. Juni 1998)[12]
3. Shukhrat Begmatov (3. Juni 1998 – 28. Juli 2000)[13]
4. Bakhtiyar Khamidov (28. Juli 2000 – 26. Dezember 2002)[14]
5. Nuriddin Zainiev (26. Dezember 2002 – 30. November 2011)
6. Turob Juraev (2011–2013)[15]
7. Zafar Ruziev (Ende September 2013 – 26. Oktober 2019)
8. Zoir Mirzaev (seit 26. Oktober 2019)

## Provinz Navoi
1. Abdukhalik Aydarkulov (28. Januar 1992[5] – 5. Januar 1995[16])
2. Hayat Gaffarov (5. Januar 1995[17] – 11. November 1998)
3. Gaybullo Dilov (11. November 1998 – 31. Mai 2002)
4. Bakhriddin Ruziev (31. Mai 2002 – 12. Dezember 2008)
5. Erkinjon Turdimov (12. Dezember 2008 – 16. Dezember 2016)
6. Kobul Tursunov (seit 25. Dezember 2016)[18]

## Provinz Namangan
1. Burgutali Rapigaljew (28. Januar 1992[19] – 6. November 1996)
2. Tulkin Jabbarov (6. November 1996 – 17. September 2004)[20]
3. Ikromjon Nazhmiddinov[21][22] (17. September 2004–2009)
4. Bakhodir Yusupov (2009–26.11.2015)[23]
5. Khairullo Bozarov (26. November 2015 – 25. September 2020)[24]
6. Shavkatjon Abdurazakov (seit 25. September 2020)

## Provinz Samarqand
1. Pulat Abdurakhmanov (24. Februar 1992[25] – November 1995)
2. Alischer Mardiev (November 1995 – 9. November 1998)
3. Erkin Ruziev (9. November 1998 – September 2001)
4. Shavkat Mirziyoyev (11. September 2001 – 11. Dezember 2003)
5. Rustam Khalmuradov (16. Dezember 2003 – 9. Juli 2004)
6. Mamarizo Nurmuratov (10. Juli 2004 – Dezember 2006)
7. Asamkhon Bakhramov[26] (Dezember 2006–2008)
8. Uktam Barnoev (15. April 2008 – 17. Dezember 2010)
9. Zoir Mirzaev (17. Dezember 2010 – 15. Dezember 2016)
10. Himmat Okbutaev (23. Dezember 2016 – 12. Juni 2017)
11. Turob Juraev (13. Juni 2017 – Juli 2018[27])
12. Erkinjon Turdimov (seit Juli 2018[28][29])

## Provinz Surxondaryo
1. Hakim Berdyev (24. Februar 1992[25] – 15. April 1993[30])
2. Dzhura Noraliev (15. April 1993[31] – 24. März 2000)[32]
3. Bakhtiyar Alimjanov (2000–2002)
4. Taschmirzo Kodirow (21. Februar 2001 – 1. Juni 2004)
5. Abdulhakim Eshmuratov (1. Juni 2004 – 25. März 2008)
6. Turapjon Dzhuraev (25. März 2008–2012)
7. Normumin Choriev (15. Juni 2012 – 19. Dezember 2013; Dezember 2011 stellvertretend)[33]
8. Tojimurod Mamaraimov (8. Januar 2015[34] – 16. Dezember 2016)
9. Erkinjon Turdimov (16. Dezember 2016 – Juli 2018)[18]
10. Bakhodir Pulatov (am 12. Juli 2018[29][35] bis 1. April 2018[36][37])
11. Tura Bobolov (seit 1. April 2019[37])

## Provinz Sirdaryo
1. Botyr Makhmudov (11. Februar 1992[7] – 9. Oktober 1993)
2. Gulomkodir Hasanov (13. Oktober 1993 – 28. Oktober 1996)
3. Uktam Ismailov (1996 – Februar 2000)
4. Alischer Israilov (2000 – 28. November 2002)[38]
5. Ravshan Khaidarov (28. November 2002 – 26. November 2004[39]);
6. Abdurakhim Jalalov (26. November 2004[40] – September 2009);
7. Oybek Ashurmatov (September 2009 – Dezember 2016)
8. Gofurjon Mirzaev (seit 15. Dezember 2016)[41]

## Provinz Taschkent
1. Sayfulla Saydaliev (8. Februar 1992[42] – 9. Dezember 1993)[43]
2. Mirzamurod Ikramov (9. Dezember 1993[44] – 9. Januar 1995)[45]
3. Erkin Ruziev (9. Januar 1995[46] – 9. November 1998)
4. Ummat Mirzakulov (12. Januar 2000 – 29. Januar 2004)
5. Kozim Tulyaganov[47] (29. Januar 2004 – 7. November 2005)
6. Mirzamashrap Kutschchiev (7. November 2005–2008)
7. Rustam Holmatov (16. Dezember 2008–2013)[48]
8. Ahmad Usmanov (1. April 2013 – 4. Februar 2016)[49][50][51]
9. Sodik Abdullaev (4. Februar – 12. August 2016)[52]
10. Islamjan Ergashkhodjaev (Stellvertreter, 12. August – 15. Dezember 2016)[53]
11. Shukurullo Babaev (15. Dezember 2016[54] – 30. Oktober 2017)
12. Gulomjon Ibragimov (30. Oktober 2017 – 4. Juni 2019[55])
13. Rustam Holmatov (Stellvertreter, 4. Juni 2019[56] – 30. Januar 2021)
14. Davron Khidoyatov (seit 30. März 2021; Stellvertreter ab 30. Januar 2021)

## Provinz Fargo'na
1. Gulamjon Fazylov (ab 21. Februar 1992)[3]
2. Mirzajon Islomov (1992–1997)
3. Nu'mon Muminov (1997 – 15. Januar 2000)
4. Alisher Otaboev (15. Januar 2000 – 15. Oktober 2004[57][58])
5. Shermat Nurmatov (15. Oktober 2004[59] – 19. Oktober 2006)
6. Abdukhashim Abdullaev (19. Oktober 2006 – 6. März 2008)
7. Mamatisok Gafurov (6. März 2008 – 12. November 2008)
8. Khamidjon Nematov (19. Januar 2010 – 5. November 2011; Stellvertreter ab August 2009)
9. Shukhrat Ganiev (14. Dezember 2012 – 25. September 2020; Stellvertreter ab 7. November 2011)
10. Khairullo Bozarov (seit 25. September 2020)

## Provinz Xorazm
1. Marks Dzhumaniyazov (27. Januar 1992[11] – 8. Januar 1996)
2. Iskandar Yusupov (Januar 1996 – Februar 1999)[60]
3. Islam Babadjanov (26. März 1999 – 15. Februar 2008)
4. Ollabergan Ollaberganov (15. Februar 2008–2012)
5. Pulat Bobodzhanov (24. Januar 2012 – 4. September 2017)
6. Ilgizar Sobirov (2017 – 21. April 2018)
7. Farkhod Ermanov (seit 21. April 2018)[61]